# Hans van Beers
Johannes Wilhelmus Antonius (Hans) van Beers (Eindhoven, 29 december 1941 – 's-Hertogenbosch, 25 augustus 2015) was een Nederlands bestuurder.

## Levensloop
Van Beers was onder andere wethouder van cultuur in 's-Hertogenbosch (1974-1982), directeur van het Rotterdams Philharmonisch Orkest (1986-1990), directeur van de VPRO (1990-1998) en lid van de raad van bestuur van de NOS. Hij was tevens voorzitter van het Mondriaan Fonds en het Film Festival Rotterdam en bestuurslid van het Nederlands Dans Theater.
Van Beers was tussen 2003 en 2005 interim-directeur van het Stedelijk Museum te Amsterdam als opvolger van Rudi Fuchs. Hij trof voorbereidingen voor de verzelfstandiging van het museum. Hij zorgde na sluiting voor de verbouwing van het gebouw aan de Paulus Potterstraat voor een alternatieve ruimte bij het Centraal Station: het SMCS.
Van 2005 tot 2011 was Van Beers directeur van het Conservatorium van Amsterdam.
In het satirische radioprogramma Radio Bergeijk speelde Van Beers de rol van 'Tonnie van de Mortel', marktkoopman in tafelzuren en lijsttrekker van de 'gezond verstand'-partij Bergeijk Terug.
De PvdA-politicus ontving op 1 mei 2015 de Gouden Speld van die partij vanwege zijn 50-jarig lidmaatschap en overleed later dat jaar aan kanker.

## Publicaties
- We are the world. Biennale di Venezia. Dutch Pavilion. Essays by Hans van Beers [et al.] Amsterdam, Artimo / Mondriaan Foundation, 2003. ISBN  90-75380-68-2
- Advies aan de minister van Onderwijs en Wetenschappen van de commissie ad hoc "ter voorbereiding van de adviesaanvraag aan de Raad voor de Kunst over de toekenning van de tweede fase van het muziekvakonderwijs" . Voorzitter: H. van Beers. Hilversum, 1993. Geen ISBN
- Sphinx Cultuurprijs 1992 Hans van Beers. Maastricht, Koninklijke Sphinx, 1992. Geen ISBN

- International Standard Name Identifier: 0000 0003 9048 3351
- Nederlandse Thesaurus van Auteursnamen: 108205312
- Virtual International Authority File: 284112260
- WorldCat: E39PBJtH6yBCr47v6bBthqmyBP